# Vîșneve, Șîroke
Vîșneve (în ucraineană Вишневе) este un sat în așezarea urbană Mîkolaiivka din raionul Șîroke, regiunea Dnipropetrovsk, Ucraina.

## Demografie
Componența lingvistică a localității Vîșneve
     Ucraineană (93,12%)
     Rusă (5,67%)
     Alte limbi (0,4%)
Conform recensământului din 2001, majoritatea populației localității Vîșneve era vorbitoare de ucraineană (93,12%), existând în minoritate și vorbitori de rusă (5,67%).